# Andreja Pejić
Andreja Pejić (Tuzla, Bosnia-Herzegovina, Yugoslavia; 28 de agosto de 1991) es una modelo, conocida por sus características andróginas de nacionalidad australiana pero de ascendencia serbobosnia y bosniocroata. Debido a su peculiar rostro y contextura física, ha logrado modelar satisfactoriamente tanto indumentaria masculina como femenina. Es la modelo transgénero más reconocida en el mundo.

## Infancia
Andreja Pejić nació en Tuzla, al igual que su hermano mayor, Igor. Su madre es Jadranka Savić y su padre, Vlada Pejić. Se divorciaron poco después del nacimiento de Andreja. Durante la guerra de Bosnia, Andreja junto con su hermano Igor huyeron a Serbia con su madre y su abuela, colocándose en un campo de refugiados. Cuando se le preguntó si encontró su infancia difícil, Pejić mencionó que era feliz y tenía varias amigas.
Poco después, la familia se instaló en Vojska, pueblo cerca de Svilajnac. Su madre quería que ellos tuvieran una relación con su padre, y con ese fin, Andreja y su hermano mayor Igor pasarían un mes cada verano con él. En 2000, la familia se trasladó a Melbourne, Victoria, Australia como refugiados políticos, cuando Andreja tenía ocho años de edad.

## Carrera
Andreja Pejić fue descubierta como modelo antes de cumplir los 17 años de edad, mientras trabajaba en un McDonald's. Andreja Pejić, por haber sido andrógino, posee la habilidad de modelar con éxito tanto la ropa masculina como la femenina.
En enero del 2011, en el show de moda de París, Pejić modeló tanto en pasarela de hombres como de mujeres para los shows de Jean-Paul Gaultier y modeló en pasarela masculina para Marc Jacobs. En mayo del 2011, Pejić fue la portada de la revista de New York, Dossier Journal, en la que se la veía con una camisa blanca y con una larga melena rubia con rulos. Se expresó la preocupación de que los clientes se confundieran al ver la revista, y que pensaran que Andreja Pejić era una mujer en topless.
En el StyleNite en julio del 2011, Andreja Pejić apareció en la pasarela modelando ropa femenina y masculina del diseñador Michael Michalsky. En septiembre del 2011, Pejić ocupó el lugar 18 en la lista del Top 50 de modelos masculinos de Models.com, y el número 98 en la revista FHM, como una de las mujeres más sexys del mundo. Ha hecho editoriales para: Vogue Paris, Vogue Turquía, Vogue Italia, Vogue Australia, Vogue Brazil, i-D, L'Officiel, L'Officiel Ucrania, L'Officiel Turquía, W y GQ Australia. El siguiente trabajo de Andreja fue modelaje de vestidos de boda creación de la diseñadora de moda española Rosa Clara, el desfile tuvo lugar en la Semana de Bodas de Barcelona en 2013.
Actualmente, Pejić ha sido reconocida como una de las modelos más solicitadas del momento, tanto para modelar ropa femenina como masculina. Sin embargo, según sus últimas declaraciones en la web GLAAD, solo modelará ropa femenina. En agosto de 2012, Pejić participó como juez en el show Britain & Ireland's Next Top Model. Pejić se convirtió en la primera modelo transgénero en aparecer en la revista Vogue de mayo de 2015.

## Vida privada
Andreja Pejic tuvo un breve romance con la modelo (también andrógina) Erika Linder.
En julio del 2014, Andreja Pejic anunció en su cuenta de Facebook que cambiaría su nombre a "Andreja" Pejic, comentando que quería conservar la letra J de Andrej. También dio a conocer que se sometería a reasignación de género y admitió ser una mujer trans.